# Takt og tone i himmelsengen
Takt og tone i himmelsengen (engelsk titel: How to catch a man) er en dansk komediefilm fra 1972 instrueret af Sven Methling.

## Medvirkende
- Dirch Passer – Grev Axel von Hasteen
- Axel Strøbye – Baron Joachim von Hasteen
- Poul Bundgaard – Peter, butler
- Clara Pontoppidan – Enkegrevinde von Hasteen
- Lone Hertz – Kriminalassistent Marie Hansen
- Judy Gringer – Sonja, kaldet Julie
- Gunnar Lemvigh – Flammevold
- Ole Ishøy – Flammevolds nevø
- Agnete Wahl – Helene
- Denise Lee Dann – Denise
- Susanne Saabye – Cecilie
- Erik Holmey – Ung mand til hest
- Merete Kjellow – Ingrid
- Gertie Jung – Margaretha
- Inta Briedis – Suzette
- Lisbeth Westergaard – Elise
- Susanne Breuning – Lancierdansende pige
- Lene Vasegaard – Pige, der masserer baronens ben
- Conni Muchitsch – Birgitte
- Dorte Holst – Benedicte
- Ninette Følsgaard – Jeanette
- Kai Holm – Chauffør Johansen
- Claus Nissen – Kriminalassistent Hansen
- Jytte Breuning – Bryllupsgæst
- Sigrid Horne-Rasmussen – Fru Thomsen
- Esper Hagen – Georg Thomsen

## Eksterne Henvisninger
- Takt og tone i himmelsengen på Internet Movie Database (engelsk)
- Takt og tone i himmelsengen på Filmdatabasen
- Takt og tone i himmelsengen på danskefilm.dk
- Takt og tone i himmelsengen på danskfilmogtv.dk
- Takt og tone i himmelsengen på Scope
- Takt og tone i himmelsengen i Svensk Filmdatabas (svensk)
- Takt og tone i himmelsengen på MovieMeter (nederlandsk)
- Takt og tone i himmelsengen på AllMovie (engelsk)
- Takt og tone i himmelsengen på Turner Classic Movies (engelsk)
- Takt og tone i himmelsengen på The Movie Database (engelsk)